# (1002) Olbersia
(1002) Olbersia est un astéroïde de la ceinture principale découvert le 15 août 1923 par l'astronome russe Vladimir Albitzky.
Sa désignation provisoire était 1923 OB. Il a été nommé en l'honneur d'Heinrich Olbers, médecin et astronome allemand des XVIIIe et XIXe siècles.